# Oswald (roi de Northumbrie)
Pour les articles homonymes, voir Oswald.
Oswald (vers 604 – 5 août 642) est roi de Northumbrie de 634 à sa mort.
Fils du roi Æthelfrith de Bernicie, il descend également par sa mère Acha de la famille royale de Deira. Ayant passé sa jeunesse en exil en Irlande, il monte sur le trône des deux royaumes après une période troublée. Sa victoire sur le roi gallois Cadwallon ap Cadfan à la bataille de Heavenfield l'année de son avènement lui permet de consolider l'union de la Bernicie et du Deira au sein d'un nouveau royaume, la Northumbrie. Souverain chrétien, il réintroduit le christianisme dans son pays avec l'aide d'Aidan de Lindisfarne.
Après un règne de huit ans, Oswald est vaincu et tué par Penda, le roi païen de Mercie, à la bataille de Maserfield. Un culte se développe rapidement autour de lui : un siècle plus tard, Bède le Vénérable le décrit comme saint et martyr. En tant que saint, il est fêté le 5 août.

## Biographie

### Jeunesse et exil

La Grande-Bretagne au début du VIIe siècle.

À la fin du VIe siècle, deux royaumes anglo-saxons existent au nord de l'Humber : au sud, le Deira, situé entre l'Humber et la Tees, et au nord, la Bernicie, de la Tees au Forth. Leurs origines sont mal connues, mais il s'agit peut-être de royaumes celtiques dont les Anglo-Saxons se seraient rendus maîtres après leur arrivée en Grande-Bretagne.
Le père d'Oswald, Æthelfrith de Bernicie, s'empare du royaume voisin de Deira vers 604. Il devient ainsi le premier à régner sur la future Northumbrie, même si parler d'un peuple « northumbrien » à ce stade serait un anachronisme. Son épouse, Acha, est la fille du roi du Deira Ælle. Pour Æthelfrith, cette union représente vraisemblablement un moyen d'asseoir son autorité sur ce royaume. Leur fils Oswald voit le jour vers 604 également, puisque Bède le Vénérable rapporte qu'il était âgé de 38 ans à sa mort, en 642.
En 616, Æthelfrith est vaincu et tué par Rædwald, le roi des Angles de l'Est, lors d'une bataille sur la rivière Idle. Cette victoire permet au prince du Deira Edwin, frère d'Acha et protégé de Rædwald, de monter sur les trônes de Bernicie et du Deira. Les fils d'Æthelfrith s'enfuient alors vers le Nord, et Oswald passe le reste de sa jeunesse dans le royaume scot de Dál Riata, où il se convertit au christianisme. Il est possible qu'il ait également combattu sur le sol irlandais pendant son exil : le poème irlandais Togail Bruidne Dá Derga mentionne trois princes saxons, dont un « Osalt » qui pourrait être Oswald.

### Victoire sur Cadwallon

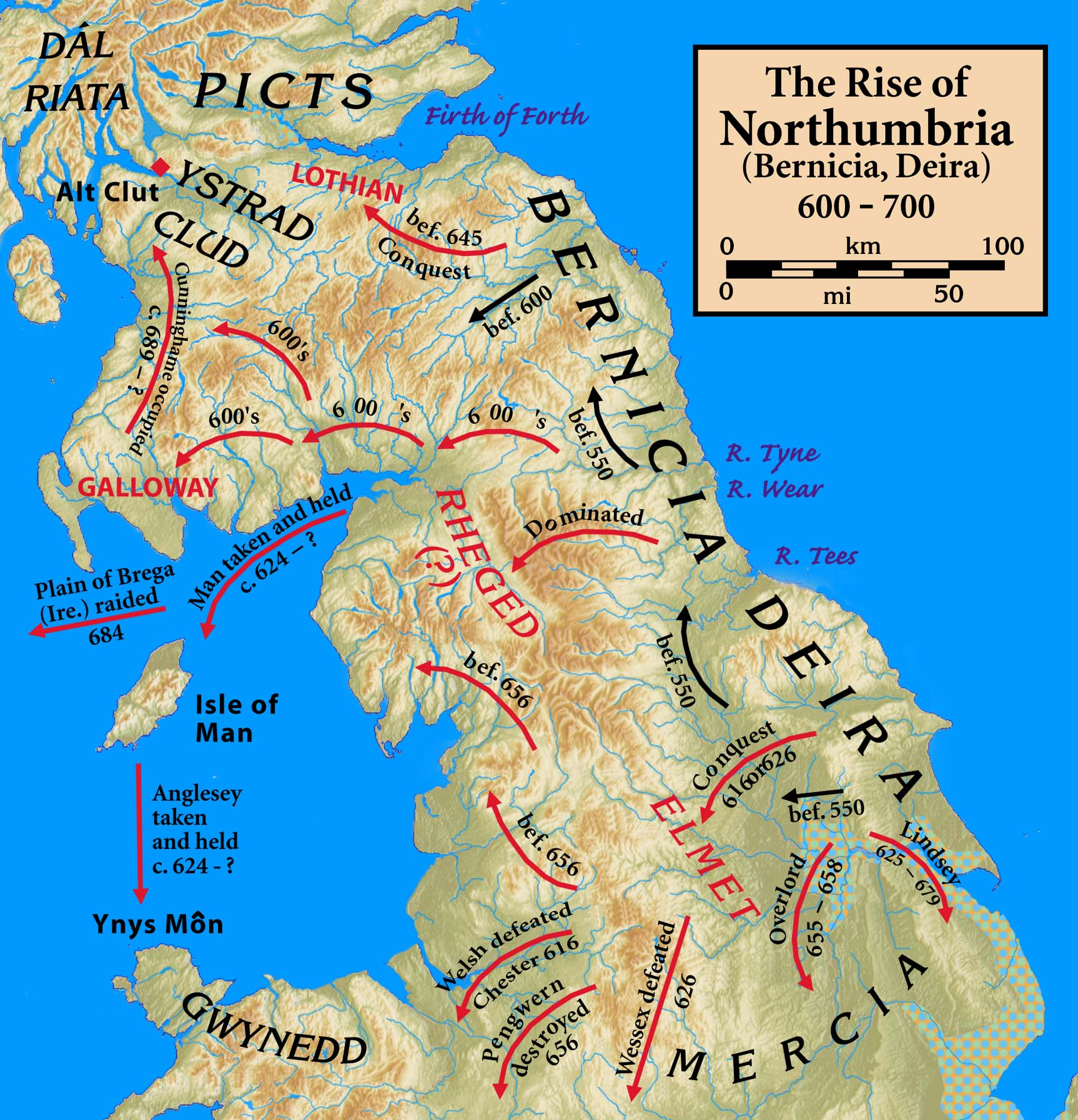
L'expansion anglo-saxonne dans le Nord de l'Angleterre au VIIe siècle.

Edwin est vaincu et tué à la bataille de Hatfield Chase, en 633, face à une coalition unissant Cadwallon ap Cadfan, roi de Gwynned, et Penda, roi de Mercie. La Northumbrie est alors ravagée par les troupes de Cadwallon et se sépare à nouveau entre Bernicie et Deira. Un frère païen d'Oswald, Eanfrith, monte sur le trône de Bernicie, mais il est tué par Cadwallon l'année qui suit Hatfield Chase, après avoir tenté en vain de négocier la paix.
À la tête d'une petite armée, probablement renforcée de Scots ou de Pictes, Oswald affronte à son tour Cadwallon à la bataille de Heavenfield, près de Hexham. Bède rapporte que le roi érige une croix en bois avant de prier avec toute son armée. La Vie de saint Columba d'Adomnán offre un récit plus détaillé des circonstances précédant la bataille. Il rapporte notamment l'apparition de Columba devant le roi, une vision qui convainc ses proches conseillers de recevoir le baptême après les combats. L'affrontement se solde par une victoire des Northumbriens, malgré leur infériorité numérique, et Cadwallon lui-même trouve la mort sur le champ de bataille.

### Règne

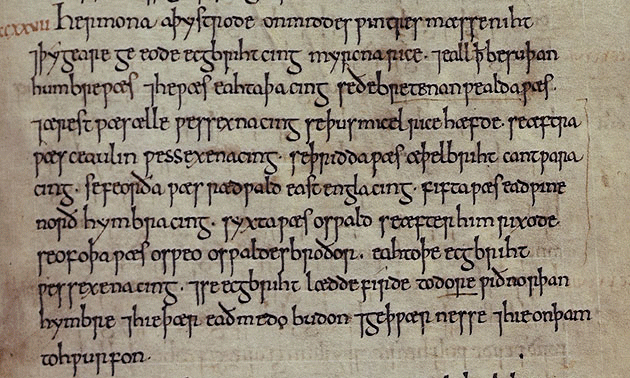
La liste des huit bretwaldas figurant dans l'entrée pour l'année 827 de la Chronique anglo-saxonne.

Après Heavenfield, Oswald peut réunifier les deux royaumes de Northumbrie en sa qualité d'héritier des deux lignées. Il rétablit ainsi la suprématie bernicienne interrompue par Edwin. Bède le décrit comme le souverain le plus puissant de toute la Grande-Bretagne pendant ses huit années de règne, et affirme qu'il exerce un imperium sur les autres royaumes anglo-saxons. La Chronique anglo-saxonne lui attribue le titre de bretwalda, tandis qu'Adomnán, emphatique, l'appelle « empereur de toute la Bretagne ». Néanmoins, l'étendue exacte de son autorité ne peut être établie avec certitude. Bède se contredit en affirmant qu'Oswald domine toutes les nations de Bretagne, puis que c'est en fait son frère et successeur Oswiu qui a le premier imposé un tribut aux Pictes et aux Scots. Il n'existe aucune trace d'une domination northumbrienne sur les Gallois ou les Pictes à l'époque d'Oswald.
Les Annales de Tigernach, compilées en Irlande, mentionnent une coalition anglo-saxonne contre Oswald au début de son règne : il s'agit peut-être d'une tentative de mettre un terme à sa domination au sud du Humber, tentative qui échoue. Les Merciens constituent probablement le principal obstacle à l'hégémonie d'Oswald, même s'ils lui sont probablement soumis d'une manière ou d'une autre après Heavenfield. Ainsi, lorsque Penda fait assassiner Eadfrith, l'un des fils d'Edwin, c'est peut-être pour se faire bien voir d'Oswald, qui ne peut qu'approuver l'élimination d'un rival dynastique. Néanmoins, rien ne permet d'affirmer que c'est pour cette raison qu'Eadfrith est tué. L'autorité d'Oswald s'étend jusque sur le Kent, dont Bède indique expressément qu'il n'avait pas été soumis à Edwin auparavant. La veuve d'Edwin, Æthelburh, s'y est réfugiée avec ses enfants après la mort de son mari, mais elle préfère les envoyer à la cour du roi Dagobert II pour davantage de sûreté,.
D'après Bède, les ossements d'Oswald ont été transportés après sa mort à l'abbaye de Bardney, un monastère du Lindsey, mais les moines auraient d'abord refusé de recevoir les restes d'un « roi étranger » qui les aurait dominés. Cette anecdote laisse entendre que l'autorité d'Oswald s'étend sur cette région côtière entre le Humber et le Wash.
Au Nord, les annales irlandaises rapportent le siège d'Édimbourg, la capitale des Gododdin, en 638. Comme cette région se trouve sous l'autorité d'Oswiu dans les années 650, il est plausible que ce soit Oswald qui mène ce siège et conquière le royaume des Gododdin. Le pouvoir anglo-saxon du Sud-Est de l'Écosse s'accroît dans les années qui suivent grâce à la fondation d'abbayes à Melrose et Coldingham, symboles de l'immigration germanique dans la région.
Au Sud, Oswald entretient de bonnes relations avec les Saxons de l'Ouest : il sert de parrain au roi Cynegils, participe à la fondation de l'évêché de Dorchester et épouse sa fille. D'après l'hagiographie d'Oswald rédigée au XIIe siècle par Reginald de Durham, celle-ci s'appelait Kyneburga. Ces événements se déroulent vraisemblablement dans la seconde moitié des années 630, voire vers 640. On ignore si le seul fils connu d'Oswald, Œthelwald, est issu de ce mariage ou d'une union antérieure. Le fait qu'Œthelwald soit devenu roi de Deira en 651 pourrait constituer un argument en faveur de la seconde hypothèse : s'il était le fils de Kyneburga, il aurait été trop jeune pour monter sur le trône à cette date.

### Oswald et le christianisme

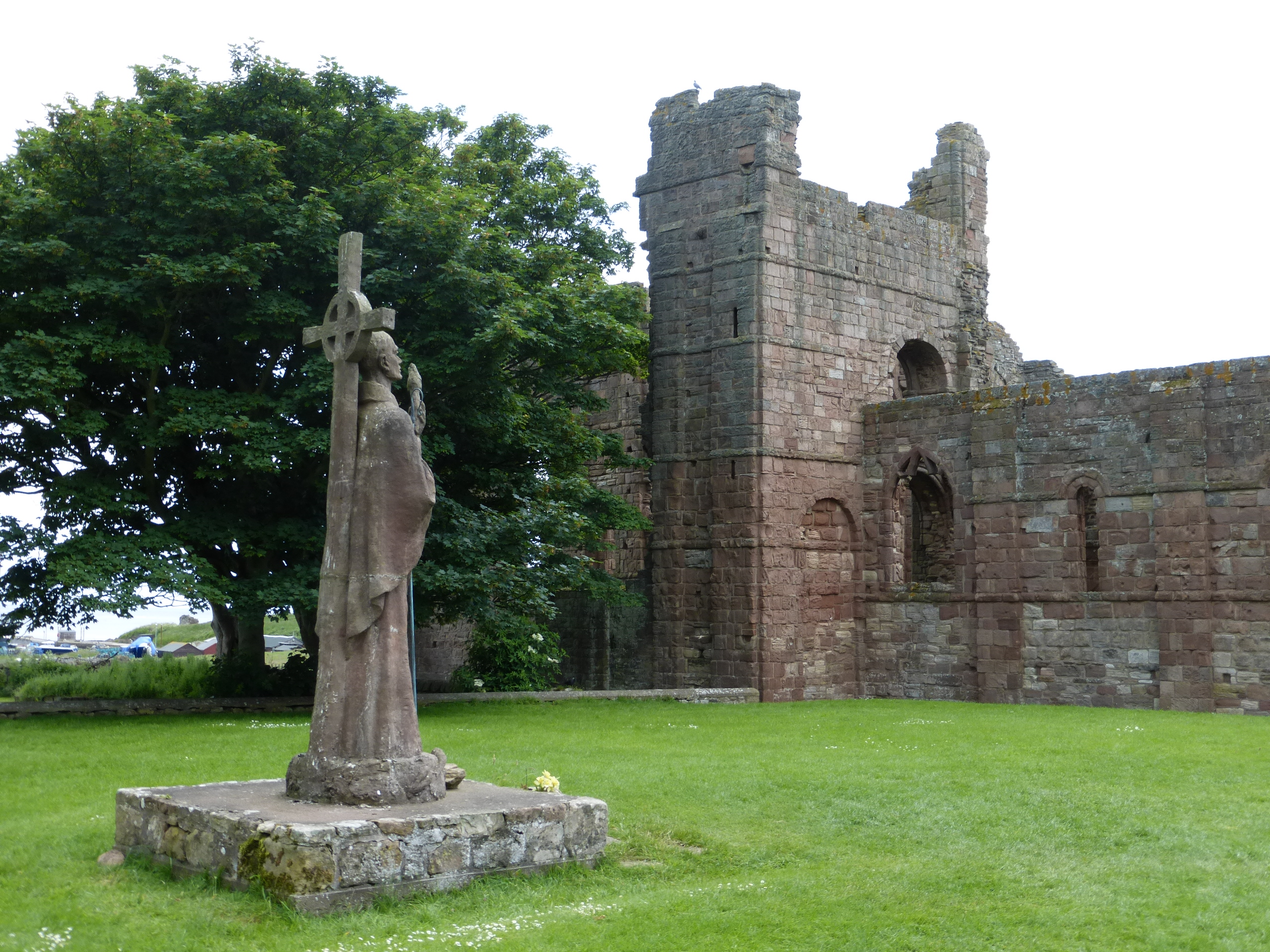
Statue moderne d'Aidan contemplant les ruines du prieuré de Lindisfarne.

Oswald n'est pas le premier roi chrétien au nord du Humber. En effet, son prédécesseur Edwin s'est converti en 627 sous l'influence de sa femme, une princesse du Kent, et le missionnaire saint Paulin est devenu le premier évêque d'York. C'est néanmoins Oswald qui contribue le plus à l'évangélisation de la Northumbrie. Peu après son avènement, il demande au Dál Riata l'envoi d'un évêque pour aider à la conversion de son peuple. Un premier évêque, trop « austère », échoue dans cette mission. Il est remplacé par Aidan, dont l'approche modérée remporte davantage de succès. Comme siège épiscopal, Oswald lui offre l'île de Lindisfarne, qui est située à proximité de la forteresse royale de Bamburgh. Bède rapporte que le roi sert d'interprète à l'évêque durant ses prêches, car il connaît la langue irlandaise depuis sa jeunesse en exil alors qu'Aidan ne parle pas bien anglais.

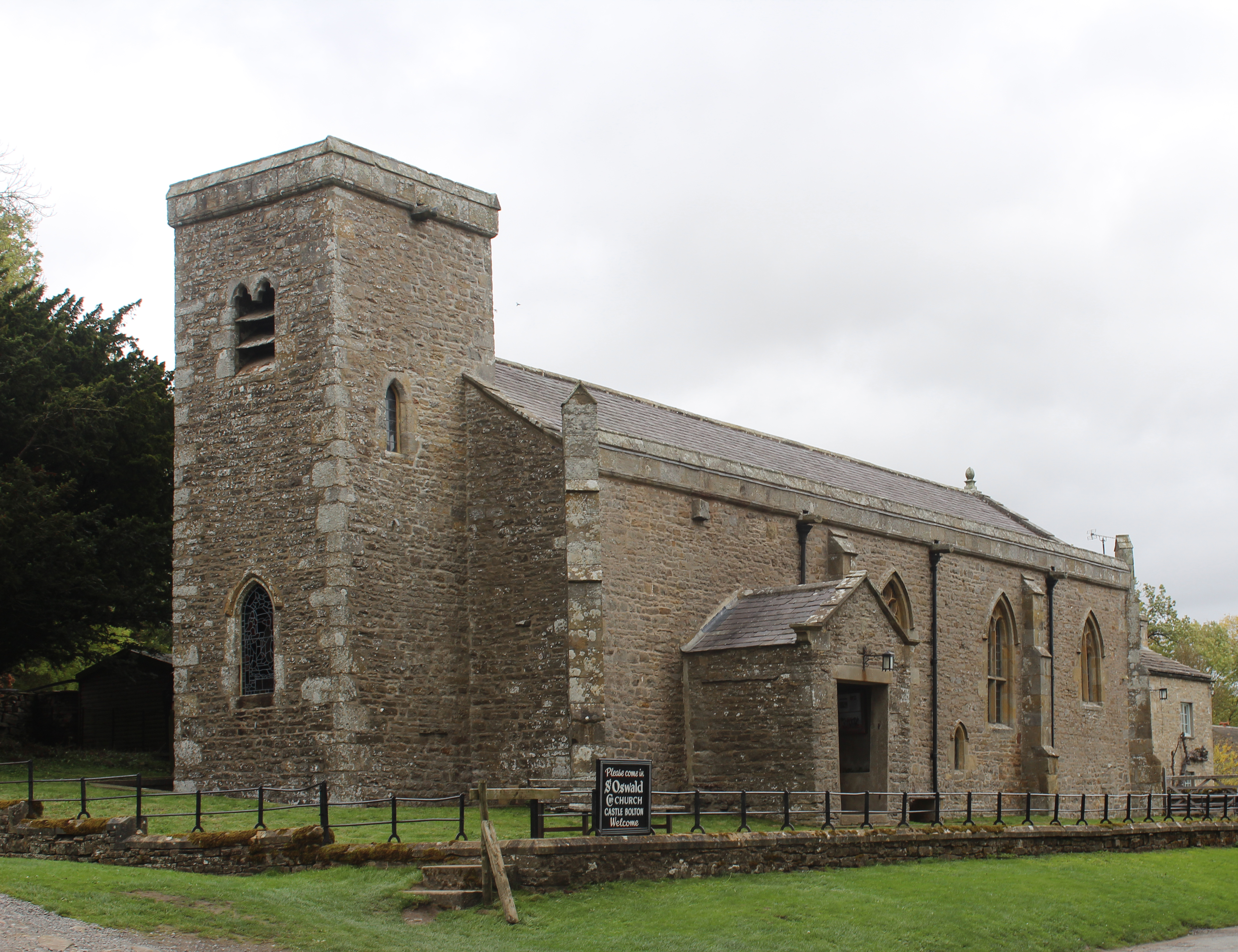
Église de St Oswald, Castle Bolton, Yorkshire.

L'Église northumbrienne qui apparaît sous le règne d'Oswald est ainsi d'influence celtique et non romaine : l'évêché d'York, déserté par Paulin à la mort d'Edwin, n'est pas rétabli. Elle observe les pratiques issues d'Iona, qui diffèrent parfois de celles de Rome, en particulier sur la question du calcul de la date de Pâques et celle de la tonsure des moines. Ce n'est qu'après le concile de Whitby, en 664, que la Northumbrie s'aligne sur les coutumes romaines.
Dans sa description d'Oswald, Bède le Vénérable s'attache à le dépeindre comme un roi-saint plutôt que comme un martyr, au point de ne pas employer ce terme pour le décrire. Pour Bède, la sainteté d'Oswald s'observe de son vivant, dans ses actes, plutôt que dans la manière de sà mort. Il rapporte l'anecdote suivante pour illustrer la générosité du roi : le jour de Pâques, alors qu'il est attablé avec Aidan, Oswald fait donner son repas à des pauvres qui faisaient l'aumône, allant jusqu'à briser un plat en argent pour leur en donner les morceaux. Impressionné, l'évêque prend la main droite d'Oswald et s'exclame : « Puisse cette main ne jamais périr ! » Et d'après Bède, le bras et la main d'Oswald restent effectivement inaltérés après sa mort.

### Mort

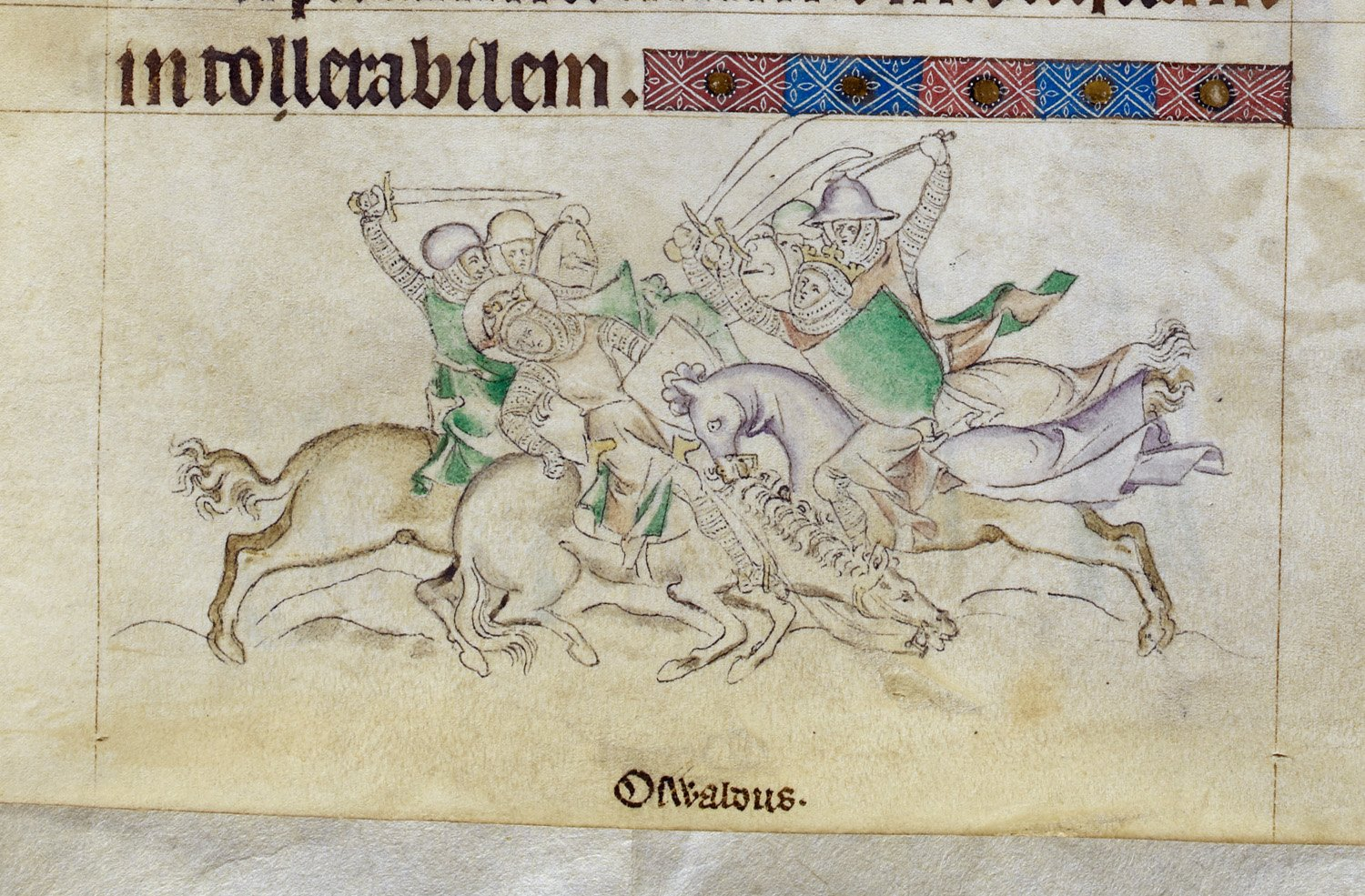
Combat entre Penda et Oswald, détail d'un bas de page du psautier de la reine Marie, vers 1310-1320, British Library, f.259r.

Oswald trouve la mort en 642 à la bataille de Maserfield, en affrontant le roi Penda de Mercie. D'après Bède, le roi meurt en priant pour l'âme de ses soldats. Son corps est démembré, et sa tête et ses membres empalés sur des piques.
L'emplacement du champ de bataille est incertain, mais l'hypothèse la plus largement acceptée le situe à Oswestry, dans le Shropshire. L'endroit appartient à l'époque au royaume de Powys, ce qui pourrait impliquer une alliance entre Penda et les Gallois contre Oswald. Un fragment poétique gallois mentionne la présence du roi Cynddylan ap Cyndrwyn à Maes Cogwy, le nom gallois de Maserfield.
Pour mourir aussi loin de son royaume, Oswald devait mener une campagne offensive, ce qui ne s'accorde guère au portrait du roi-saint esquissé par Bède. C'est peut-être pour cette raison que le chroniqueur est aussi discret à propos de la mort d'Oswald, se contentant de dire qu'il est « mort pour sa patrie ». Comme l'explique l'historienne Barbara Yorke, « l'Oswald de Bède est un roi-saint insipide, qui n'offre qu'une image atténuée de l'énergique roi-guerrier dominant de nombreux royaumes celtiques et anglo-saxons ».
Le frère d'Oswald, Oswiu, lui succède, mais le Deira retrouve son indépendance en 644 sous Oswine, un descendant de l'ancienne famille royale. Le fils d'Oswald, Œthelwald, devient roi du Deira en 651, après l'assassinat d'Oswine sur ordre d'Oswiu. Lors de la bataille de la Winwæd, en 655, Œthelwald est d'abord l'allié de Penda de Mercie contre son oncle Oswiu, mais il retire ses troupes avant le début du combat. Penda est vaincu et tué, mais Œthelwald n'est plus mentionné par la suite.

## Culte

Statue de Saint Oswald sur la façade de l'Église San Stae à Venise.

Oswald est très tôt considéré comme saint. Il est fêté le 5 août, jour anniversaire de sa mort. Bède rapporte des miracles survenus près du lieu de sa mort, où les gens se rendent pour recueillir un peu de la terre sur laquelle le roi est mort, au point de creuser un trou de la hauteur d'un homme. Reginald de Durham raconte qu'un oiseau emporte le bras d'Oswald dans un arbre, qui bénéficie par la suite d'une vigueur éternelle, avant de le laisser tomber au sol, d'où jaillit une source. Des guérisons miraculeuses sont par la suite associées à cet arbre et à cette source. Le nom de la ville d'Oswestry, qui signifie « l'arbre d'Oswald » en vieil anglais, pourrait être lié à cette anecdote, mais rien ne prouve que l'« Oswald » qui a donné son nom à Oswestry est effectivement le roi de Northumbrie.
D'après Bède, c'est Oswiu, le frère et successeur d'Oswald, qui retrouve ses restes dans l'année qui suit sa mort. La tête du roi est confiée aux moines de Lindisfarne, tandis que le reste de son corps est transféré à l'abbaye de Bardney par sa nièce Osthryth dans les années 670. Les moines refusent d'abord d'accueillir ces reliques, jusqu'à ce que l'apparition miraculeuse d'un pilier de lumière au-dessus du chariot contenant les restes du roi les convainque de sa sainteté.
Les invasions vikings entraînent le déplacement des reliques d'Oswald. La communauté de Lindisfarne, particulièrement exposée, quitte l'île en 875, emportant la tête du roi dans le cercueil contenant les restes de saint Cuthbert. Les moines finissent par s'installer à Durham en 995, et la châsse de saint Cuthbert est inhumé en la cathédrale de Durham, toujours avec la tête d'Oswald à l'intérieur. Pourtant, quatre lieux d'Europe continentale affirment détenir cette même tête.
Les reliques de Bardney sont quant à elles transférées à Gloucester, en Mercie, en 909, à la suite d'un raid anglo-saxon contre les Vikings du Danelaw. Les souverains de Mercie, Æthelred et Æthelflæd, dédient à Oswald un prieuré dans lequel ils sont inhumés à leur mort. Le culte d'Oswald est particulièrement favorisé par leur neveu Æthelstan, roi des Anglo-Saxons de 924 à 939. Un des bras d'Oswald aurait été dérobé par des moines de l'abbaye de Peterborough à une époque ultérieure.

De nombreuses églises sont dédiées à Oswald dans le Nord de l'Angleterre. En France, il est le patron de l'église de Lantic, dans les Côtes-d'Armor. En Allemagne, l'abbaye de Sankt Oswald fondée en 1396 en Bavière lui est dédiée. 